# 賽佛勒斯·石內卜
賽佛勒斯·石內卜（英語：Severus Snape）是英國作家J·K·羅琳小說系列《哈利·波特》的虛構人物。魔藥學大師，並且精通黑魔法。石內卜非常擅長鎖心術，被描述為一個相當複雜的人，其冷酷的諷刺與外表的控制隱藏著深刻的情感與痛苦。他從一開始就對哈利·波特懷有恨意，並被塑造成反派角色，但之後揭示他保護了哈利。隨著故事情節的推進，對他的刻畫從一位糟糕的教師演變為一個複雜而模棱兩可的關鍵人物。其忠誠直到最後才顯露出來，實際上是鄧不利多置於佛地魔陣營的雙面間諜。一切都緣於他對莉莉恆久不變的愛。
對於佛地魔來說，他曾經立下兩大功勞，第一次魔法世界大戰時成功竊聽預言、第二次魔法世界大戰時殺死阿不思·鄧不利多。不過因為長期安然蟄伏於霍格華茲，因此並沒有廣泛獲得其他食死人之好感。根據鄧不利多暗示和揶揄，佛地魔會因為石內卜的建議考慮放過莉莉·伊凡；後來石內卜缺席了佛地魔剛重生時的召集令、甚至曾和鄧不利多阻止了奎若盜取魔法石，但都得到佛地魔的諒解；第6部水仙·馬份親口說出賽佛勒斯是黑魔王最寵信的顧問，而貝拉·雷斯壯空餘妒恨無從反駁；第7部參與「馬份莊園」會議時獲得佛地魔安排坐在右首；霍格華茲淪陷後被任命為校長；昔日同僚麥·米奈娃交手後推測出佛地魔可能親自傳授其飛行術，顯示石內卜深得佛地魔的心意，二人的出身成長亦有多處共通點，然而唯一致使兩者選擇走向不同道路，是他們對「愛」有著截然不同的態度——前者偏執、後者輕蔑。
石內卜受到讀者和評論家的廣泛好評。羅琳把他描述為「一個角色的禮物」，她從第一輯小說開始就知道了。《華盛頓郵報》的伊莉莎白·漢德解釋說，石內卜的一生是「羅琳所有成就中最令人心碎、最令人驚訝和最令人滿意的」。演員艾倫·瑞克曼於2001年至2011年間上映的所有八輯哈利波特系列電影中都飾演著賽佛勒斯·石內卜一角。瑞克曼於2016年1月14日因癌症病逝，享年69歲。

## 角色發展
賽佛勒斯·石內卜的父母是作為麻瓜的托比亞·石內卜與純血女巫愛琳·普林斯，因此他跟佛地魔同樣是一名擁有麻瓜血統的混血巫師。
石內卜初登場時是身為霍格華茲魔法與巫術學院的史萊哲林學院教授兼魔藥學的教授，成為哈利·波特最不喜歡的老師之一（另一位是占卜學教授西碧·崔老妮），因此哈利談及他的時候時常不加「教授」的尊稱，鄧不利多校長為此曾多次糾正他。石內卜於第六輯小說及電影中開始擔任黑魔法防禦術的教授，並在第七集擔任校長。期間石內卜曾應鄧不利多的要求下教授哈利鎖心術，使哈利藉此看到石內卜的兒時回憶，可見他的童年過得非常不開心。
作為哈利的教授，哈利是他暗戀多年的青梅竹馬好友莉莉·伊凡跟其死對頭詹姆·波特唯一的獨生子，因此石內卜一方面認為哈利跟他父親一樣「驕傲自大和令人討厭」，並在校內對他百般刁難；另一方面亦因為他對其母的愛而答應鄧不利多的要求，並一直在暗中保護哈利，在鳳凰會扮演雙面間諜的身分。他最後被佛地魔所殺，最終證明了他對鄧不利多絕對的忠誠以及莉莉的那種不求回報的愛。在哈利得知石內卜的苦衷後便不再憎恨這位老師，甚至以他的名字來為自己的幼子阿不思·賽佛勒斯·波特取名。

### 創作意念
羅琳在一次訪談中把石內卜的角色描述為「反英雄」。她說自己從一個小時候不喜歡的老師那裡得到了石內卜角色的靈感，她並把石內卜描述為一個可怕的老師，指出作為老師欺負學生就是「你能夠做的最糟糕、最卑鄙的事情」。然而，她確實在小說中暗示他通常是一位具效果的老師。儘管羅琳曾說過吉德羅·洛哈是她唯一一個「故意以真人為原型」的角色，據報導指石內卜至少有部分是基於教導羅琳化學的懷登學校教師約翰·內特勒西普，後者更聘請了她的母親於校內擔任助理。羅琳以嘉立咸的「賽佛勒斯路（Severus Road）」來為該角色命名，而其姓氏是從英國的一個村莊的名字中借來的。在1999年和2004年的一次訪談中，羅琳把石內卜挑出為她其中一個最喜歡寫作的角色。
羅琳對石內卜的態度不如她對其他角色般坦誠，因為他真正的效忠對象與動機直至最後一輯小說才被明朗地揭露出來。然而她多次暗示石內卜角色的重要性，並建議人們應該「密切關注著石內卜」。1999年，羅琳在回答有關石內卜的愛情生活與對其角色的救贖模式之問題，羅琳對這一遠見表示驚訝。羅琳還透露，在《阿茲卡班的逃犯》出版後，有一位女粉絲猜到石內卜所愛的就是莉莉·波特，這讓羅琳很想知道她是如何暴露自己的想法。
當該系列小說全數出版後，羅琳開始多次公開談論石內卜這個角色，談到其角色發展與阿不思·鄧不利多之間的對比。羅琳指「這個系列是圍繞『鄧不利多與石內卜的故事情節』而構建的」，並堅稱她一直都知道石內卜最後會變成怎樣，並且她在整個系列中精心策劃了其故事情節，「我不得不沿路放下線索，因為正如你在第七輯小說中所知道的，當你看到一切都在變化的啟示場景時，你會意識到...石內卜的動機是甚麼。我必須透過小說來策劃，因為在你看到真正發生的事情的那一刻，這絕對是對讀者的欺騙，只是為了展示一堆你以前從未看過的東西。」羅琳在一次採訪中進一步表示，她希望石內卜能夠得到救贖和寬恕：「石內卜是個複雜的人...他就像我們所有人一樣是個有缺陷的人。哈利原諒了他...哈利最終真的看到石內卜的優點...我希望那裡是個救贖。」她在結局補述提及：哈利不僅向公眾告知真相以澄清其名譽，同時也就著他去世前逃離霍格華茲的行為而被學校根據傳統判定他是「中途放棄職位」而不獲授予校長畫像資格（即校長室不會出現其畫像），所以哈利向校方申請將其畫像排進校長室的歷代校長之列。話雖如此，她也極力說明在其觀念中，石內卜並不能直接判定是單純的好人或壞人，而是黑白之間的「灰色地帶」。不過在瑞克曼的演繹之下，此角色成為了該系列中的知名角色，觀眾甚至歸納出演員跟角色貼合度（如同露娜·羅古德），指瑞克曼絕對是精確地還原了角色。在2017年「霍格華茲大戰紀念日」之時，羅琳於個人推特上為「賜死」石內卜而致歉，引發不少書迷對該角色的討論。

## 演出

### 電影描繪
賽佛勒斯·石內卜出現於整個《哈利波特》系列的電影中，由英國演員艾倫·瑞克曼飾演，而羅琳以瑞克曼作為飾演這個角色的首選。羅琳跟他就其角色進行了交談，他也是羅琳在完成系列中有關角色未來方向之前而與其交談、為數不多的《哈利波特》演員之一。她說：「他很早就知道他愛上了莉莉，他需要明白...他對這個男孩的怨恨是從哪裡而來，那是源於她偏愛的另一個男人。」
瑞克曼在整個系列的電影中都使用了對石內卜最終忠誠度的了解來決定如何演譯某些場景、傳達特定的台詞或是利用肢體語言來傳達特定的情感。當電影導演問及他為何要以某種方式拍攝場景或以特定方式來表達台詞的時候，瑞克曼只是簡單地回答指他知道一些他們不知道的事情。

### 其他作品
在該舞台劇中，跩哥·馬份與阿斯托利雅·綠茵的兒子天蠍·馬份發現自己正處於另一個平行時空裡，佛地魔於當中在霍格華茲裡得勝，殺掉了哈利·波特與他的盟友，並在另一個時間線上建立了可怕的恐怖統治，天蠍拼命地尋求幫助以把歷史恢復到原來的軌道。他發現在這個平行時空的現實中，石內卜還活著並仍然在霍格華茲任教，於是便請求他的幫助。由於天蠍在這個時間線版本中是個惡霸和佛地魔的忠實擁護者，這使石內卜起初對他持懷疑的態度。然而當天蠍顯示他知道石內卜最嚴密保守的秘密—石內卜深深愛上了哈利的母親—莉莉的時候，石內卜開始確信他確實自哈利與他的朋友們獲勝的平行時空。石內卜隨後透露，他跟正在逃亡的榮恩·衛斯理和妙麗·格蘭傑一起維持著鄧不利多的軍隊的最後殘餘力量，仍然對全能的佛地魔進行無望的抵抗。在跟天蠍的傾談中，石內卜得知哈利為自己的兒子取名為「阿不思·賽佛勒斯」，並認為石內卜「可能是我認識的最勇敢的人」而深受感動。儘管他猜到自己於另一條時間線上經已死去，石內卜還是心甘情願地協助天蠍重建了這個時間線—並且被催狂魔發現後，石內卜選擇了犧牲自己來掩護天蠍的逃跑。

## 人物性格與特徵
雖然石內卜在《混血王子的背叛》以前都是擔任著魔藥學教授，然而他最大興趣卻是黑魔法防禦術，並曾多次希望轉任但不成功。雖然他作為史萊哲林學院的學院負責人，但他也跟其他教授一樣對桃樂絲·恩不里居的所作所為看不過眼。石內卜於史拉轟教授回歸任教魔藥學之後才正式轉任黑魔法防禦術教授，直至第七集擔任校長之後便卸任該職。

### 外觀上
石內卜被描述為一個皮膚蠟黃而瘦削的男人，有一個呈鷹鉤狀的鼻子，牙齒呈黃色且參差不齊。他有一頭齊肩長和能夠勾勒他臉龐的油膩黑髮，以及一雙冰冷的黑色眼睛。他穿著黑色飄逸的長袍，使他看起來就像「一頭長得過大的蝙蝠」。年輕的石內卜有著「精瘦和蒼白的」外表，「圓肩而棱角分明」的身軀，其走路時「焦慮不安的步姿」和「長長油膩的黑髮在其臉上跳躍」讓人想起蜘蛛。
美國版本的《阿茲卡班的逃犯》、《鳳凰會的密令》和《混血王子的背叛》裡，由瑪莉·格蘭普雷繪畫的章節插圖中，石內卜被描繪成有著髮際線後退而長長黑髮的人，並蓄著小鬍子和山羊鬍子。

### 性格上
石內卜通常被描述為冷酷、精於算計、精確、諷刺和苦澀的人。他非常不喜歡哈利，並經常透過侮辱他的父親詹姆來對他作出侮辱。隨著該系列的進展，據透露他對哈利的待遇源於他跟詹姆一起上學時的激烈競爭。特別是詹姆跟天狼星·布萊克對他作出欺負的行為，根據飾演該角色的演員艾倫·瑞克曼的說法，這導致本已經孤獨的男孩進一步「把自己關起來」。羅琳進一步形容年輕的石內卜缺乏安全感和脆弱：「若能重來一次，（石內卜）不會成為食死人，但像許多沒有安全感和脆弱的人一樣，他渴望成為強大而令人印象深刻的東西成員。他被自己對黑暗面的吸引力而蒙蔽了雙眼，若果他成為一個真正食死人的話，他認為（莉莉）會認為他令人印象深刻。」
另一方面，成年後的石內卜被描繪成非常有自信並對自己的能力充滿信心，在某種程度上，達到了瑞克曼所描述「充滿自我」的程度。導演大衛·葉慈說石內卜是個具有莊嚴、權威和力量的角色。石內卜通常表現出非常冷靜和鎮定的舉止，很少會說不出話來或是措手不及。此外，他在其他方面冷漠和疏遠的態度似乎源於他相信無法控制自己情緒的人是軟弱的。然而，他的情緒有時在哈利關心的地方變得暴躁起來，當他跟昔日折磨自己的天狼星打交道，或是當被指控怯懦時的時候，他的情緒會積極地爆發。
就像其他史萊哲林學院的一些傑出成員那樣，石內卜表現為一個聰明而狡猾的巫師。他很聰明和具有敏銳的分析頭腦。在一次訪談中，羅琳補充指石內卜無比勇敢，當被問及她認為石內卜是否一個英雄時，她回答說：「是的，我是這麼認為；雖然他是個非常有缺陷的英雄—也許是個反英雄。他在很多方面都不是一個特別討人喜歡的人。他仍然相當殘忍，是個充滿苦澀和不安全感的惡霸—然而他愛著並表現出對那份愛的忠誠，並最終為此獻出了自己的生命。這真是太英勇了！」

### 家庭
石內卜的家庭背景大多出現於該系列最後三輯小說及電影的過程中。石內卜的父母是作為的托比亞·石內卜（麻瓜）與愛琳·普林斯（純血女巫），使他成為混血巫師（因此他把自己化名為「混血王子」）。正如上一輯小說所說，這對於食死人來說是罕見的，儘管佛地魔本人也有一個麻瓜父親。石內卜的童年跟父母一起居於紡紗街的一個小房子裡。石內卜的家庭十分貧窮，他被描述為穿著不合身的衣服，「看起來是故意穿得非常不合身」。作為一個小孩子，由於石內卜的父母經常互相打架，使他顯然被疏忽了，這讓他非常渴望離開自己的家到霍格華茲。在最後一部小說的結尾，哈利把他的童年跟石內卜和佛地魔的童年進行了對比。

### 魔法能力及技巧
整個系列的所有七部小說中都顯示石內卜是一名非常強大的巫師，並且在學生時代就已經很出色。他擅長於製作魔藥，對黑魔法有著天賦和熱情。根據羅琳的說法，石內卜是唯一能夠產生完整的護法咒的食死人，而其護法咒跟莉莉的一樣，是一頭母鹿。

#### 魔藥學
石內卜對於製作魔藥方面特別具有天賦，當他還是學生的時候就對其魔藥學教科書進行了重大的改進（後來此教科書被哈利藏進萬應室，並於第七集隨萬應室燒毀）。

#### 咒語
天狼星聲稱作為霍格華茲一年級的學生，石內卜所知道的毒咒（Hexes）和詛咒（Curses）相比大部分七年級學生所知道的還要多。同樣作為一名學生，石內卜還展示了一種發明新咒語的罕見天賦。路平於《死神的聖物》中把撕淌三步殺描述為石內卜的「專長」。
石內卜是一名天才的決鬥者，他能夠獨自抵擋（短暫地）三位霍格華茲教授（包括前決鬥社冠軍菲力·孚立維）。麥教授後來暗示石內卜學會了毋需使用掃帚也能飛行，這是從前只有佛地魔才能展示的稀有技能。

### 通用反咒
石內卜的「通用反咒」可以停止大多數符咒帶來的效果，比如軟腿咒和舞步咒，但對於複雜一些的氣象咒則沒有明顯的效果，需要使用其他特定的咒語。通用反咒的兩種咒語之間的效果差異尚不得而知。
石內卜於1992年的決鬥社的符咒練習過程中使用這個符咒停止學生們被擊中的各種咒語，讓混亂得到控制。

##### 撕淌三步殺
該魔咒由石內卜發明，可以用於殺人或切除人體器官，一般的醫療行為或魔咒都無法治癒其傷害。儘管「撕淌三步殺」具有致命的力量，然而石內卜也有能力治癒其所造成的創傷，而解咒方法僅石內卜本人才知曉。石內卜在少年時曾使用這個咒語對抗哈利的父親詹姆。哈利曾於第六輯小說及電影中使用它來試圖對抗石內卜但最終失敗。
在最後一輯小說及電影的空戰中，石內卜實際上瞄準了一個試圖以此咒語攻擊路平的食死人，但卻不慎擊中了充當哈利誘餌的喬治·衛斯理，導致喬治的右耳永久地被切掉。

#### 黑魔法
石內卜對黑魔法有著廣泛的了解，他也擅長逆轉或遏制其他黑魔法詛咒所造成的潛在致命傷害，就像他在鄧不利多和凱蒂·貝爾被詛咒時所做的那樣。

#### 鎖心術
由於石內卜也精通破心術與鎖心術，尤其是鎖心術，使他既能進入別人的思想，又能保護自己的思想—事實上，雖然石內卜本人並不在意這個詞語，但哈利在該系列的早期對魔藥大師能夠「讀心」形成了一種不舒服的印象。作為一個鎖心者，石內卜能夠在被描述為史上「最偉大破心者」的佛地魔面前仍能保持著對其背叛之心而不被發覺。鄧不利多曾命石內卜教導哈利鎖心術，但因为两人关系不和，因此當時並没有多大幫助與效用。

### 忠誠度
直到最後一輯《死神的聖物》結束的時候，石內卜的忠誠是該系列其中一個最重要的問題。儘管前五部小說都把他描述為對哈利與他的朋友作不公平對待和報復，但當他們或他們的盟友處於危險之中時，石內卜總是一貫地最終保護或是以其他方式協助他們。故事當中的幾個角色對其忠誠度也表示有所懷疑，然而鄧不利多對他的信任通常被認為是最終決定。但在第六部小說《混血王子的背叛》背離了這種模式，石內卜於第二章裡聲稱自從佛地魔回來後就一直在為後者工作，並一直假裝協助鄧不利多。石內卜透過在該小說的結尾殺害鄧不利多，他似乎堅定地把自己置於佛地魔的陣營裡。羅琳在第七部小說的前幾章中一直保持著這種印象。然而在小說臨近高潮的部分，石內卜把其垂死的思緒留給哈利（讓他在儲思盆看到），並最終向哈利透露，他在整個系列中一直效忠於鄧不利多。石內卜對其兒時好友莉莉（哈利母親）的那種愛與強烈的奉獻精神是這種忠誠的基礎。
在《混血王子的背叛》之後，石內卜的忠誠成為粉絲們激烈爭論的話題。這個問題在代表最後一部小說《死神的聖物》的營銷活動中得到了特別的關注。「石內卜是忠的還是壞的？」是該小說營銷活動的一部分，作為學樂出版社的七個問題系列之一。作為Waldenbooks營銷活動的一部分，該小說隨書附送了兩張免費貼紙，一張寫著「相信石內卜」，而另一張則寫著「石內卜是個非常壞的人」。博德斯集團出版了一本關於該主題的獨立書籍《石內卜的大討論》，當中包含了辯論雙方的論文和論點。
對於佛地魔來說，他曾經立下兩大功勞，第一次魔法世界大戰時成功竊聽預言、第二次魔法世界大戰時殺死阿不思·鄧不利多。不過因為長期安然蟄伏於霍格華茲，因此並沒有廣泛獲得其他食死人之好感。根據鄧不利多暗示和揶揄，佛地魔會願意為石內卜而放過莉莉·伊凡；後來佛地魔重生時其缺席、甚至因奉鄧不利多之命而阻止奎若盜取魔法石，卻都得到諒解；第6部水仙·馬份親口說出賽佛勒斯是黑魔王最寵信的顧問，而貝拉·雷斯壯空餘妒恨無從反駁；第7部參與「馬份莊園」會議時獲得佛地魔安排坐在右首；霍格華茲淪陷後被任命為校長；昔日同僚麥·米奈娃交手後推測出佛地魔可能親自傳授其飛行術......種種間接線索指明，石內卜最深得黑魔王個人心意，二人的出身成長亦有多處共通點，唯一致使兩者選擇走向不同道路，在於對「愛」有著截然不同的態度 -前者偏執、後者輕蔑。

## 相關情節

### 神秘的魔法石
在哈利·波特到達霍格華茲後不久，石內卜便出現於該校的開學宴上。石內卜常被描述為其討厭的人物：高瘦、尖鼻、油膩的頭髮，穿着由頭長到腳趾的黑長袍，活像一隻大蝙蝠。儘管他是霍格華茲的魔藥大師，但有廣泛傳言指他覬覦著黑魔法防禦術教授的職位，石內卜本人後來於中證實了該傳言。作為一名陰險而惡毒的教授，他經常蔑視哈利，並以哈利作為代價來發表諷刺和貶低的言論，兩人之間的仇怨由此展開。在哈利入學第一個學年，石內卜很快就成為了小說及電影中的主要反派，雖然哈利也知道石內卜教授是魔法石守護者之一，但他根據其態度推測他密謀竊取魔法石並企圖殺害他。然而小說及電影的高潮部分才表明真正跟佛地魔結盟的人是奎若教授。懷疑著奎若的石內卜於整輯小說中都正在尋找哈利。在最後一章裡，鄧不利多暗示由於石內卜沉迷黑魔法，引起哈利的父親詹姆一派的反感，而詹姆於兩人還是學生的時候救了石內卜的性命，儘管兩人之間的恩怨而互相憎恨，但石內卜還是認為要對哈利負責作為回報。正如最後那輯小說所揭示的那樣，這並非故事的全部。無論如何，即使奎若的真實角色被揭露後，哈利仍然對石內卜懷有猜疑和怨恨的感覺，他們的關係依然緊張。石內卜對哈利的行為和態度也沒有改變。

### 消失的密室
石內卜於當中扮演了一個次要的角色，在榮恩跟哈利因飛車事件撞斷了渾拼柳而令其大發雷霆，並為此約談兩人，更打算將他們趕出校園，之後他短暫的協助吉德羅·洛哈監督著霍格華茲決鬥社，但他跟主要情節幾乎沒有互動。正是在參與決鬥社的時候，哈利透過看到石內卜使用「去去武器走（Expelliarmus）」的咒語而學習到它，而該咒語在後來的小說中發揮了重要作用。

### 阿茲卡班的逃犯

《阿茲卡班的逃犯》裡的賽佛勒斯·石內卜。

石內卜透過替新任黑魔法防禦術教授雷木思·路平釀製複雜的縛狼汁（Wolfsbane potion）在該小說及電影中，石內卜懷疑路平在可能在協助哈利的教父—天狼星·布萊克潛進霍格華茲城堡；天狼星因謀殺了彼得·佩迪魯和無辜的旁觀者，以及把波特一家的藏身之處出賣給佛地魔（後來獲揭露為錯誤的）而被判處終身監禁。這種懷疑源於路平與天狼星及哈利的父親詹姆的友誼，當時他們三人都是霍格華茲的學生。在該小說及電影的高潮部分中，石內卜試圖逮捕天狼星，但天狼星在哈利的協助下逃脫了。石內卜將這情況告知了鄧不利多，然而當哈利跟路平並沒有受到懲罰時，石內卜透過向整間學校透露路平是狼人以迫使後者辭職。
《阿茲卡班的逃犯》透露了更多關於石內卜與詹姆之間聯繫的細節。當他們一起上學的時候，天狼星曾經欺騙石內卜，讓他差點進入了尖叫屋，而路平在那裡變身成為了狼人。詹姆意識到那種危險並阻止了石內卜，從而挽救了他的生命；這就是鄧不利多在第一輯小說的結尾所提到的事件。然而，石內卜卻認為詹姆的行為是自私自利的以避免被開除。

### 火盃的考驗
石內卜於第四輯小說及電影中的角色跟首三部沒有本質上的區別。當哈利出乎意料地進入三巫鬥法大賽時，他勃然大怒了。後來哈利不小心掉進了鄧不利多的儲思盆裡，並查看了多年前數次審判多名食死人的記憶。在某一點上，石內卜被伊果·卡卡夫稱為食死人，然而鄧不利多為他辯護，聲稱儘管石內卜確實是食死人，但他在佛地魔倒台之前改變了立場，並成為了對付他的間諜。後來，鄧不利多向哈利保證石內卜的改革是真實的，儘管他拒絕告訴哈利他是怎麼知道，稱這些事情是「石內卜教授與我之間的事」。由於魔藥學教室內發生了竊盜事件，尤其是變身水的材料被偷的特別嚴重，他懷疑哈利是竊賊。
在小說及電影的結尾，鄧不利多試圖說服人們不要相信魔法部和康尼留斯·夫子，並指出佛地魔回來了。作為證據，石內卜心甘情願地向夫子展示了其手臂上恢復了的黑魔標記。他隨後被鄧不利多派往執行一項秘密任務。那個任務正如在《鳳凰會的密令》及《混血王子的背叛》中所揭示的那樣，他的這項任務就是重新加入食死人的行列並以雙重間諜的身分同時代表佛地魔監視著鄧不利多（其實相反）。

### 鳳凰會的密令
石內卜於第五輯小說及電影中回歸到一個更重要的角色。隨著佛地魔恢復到完全的肉身，石內卜繼續擔任鄧不利多的雙重間諜。他於該年的開學前到古里某街12號向鳳凰會報告。他跟擁有古里某街12號並且必須躲在那裡天狼星·布萊克的關係非常緊張，兩人頻頻的冷嘲熱諷，一度差點展開了決鬥。石內卜對天狼星的嘲弄是由於天狼星逃亡的身份使他無法在鳳凰會的任務中發揮著積極的作用，而哈利後來認為這種嘲諷讓天狼星願意承擔不安全的風險。回到學校後，石內卜對鳳凰會的忠誠並沒有影響他對哈利的厭惡。
在小說的後來，由於石內卜是極端熟練的鎖心者（甚至能夠抵擋佛地魔），這無容置疑地有助於他暗中進行偽裝食死人的間諜工作，鄧不利多因此讓他教導哈利鎖心術，這種魔法能保護自己的心靈免受外來力量的入侵或影響。課堂因為二人的相互敵意而變得困難重重。不過當哈利在未經石內卜許可的情況下使用鄧不利多的儲思盆查看石內卜其中一項最不堪的童年記憶時（在教授課程期間防止哈利窺視自己的記憶），該課堂便提前結束了。哈利於儲思盆當中看到石內卜被詹姆跟天狼星欺負，以及他稱哈利母親莉莉為麻種（一個非常冒犯的稱呼）的記憶，此事讓哈利十分震驚，他看見父親跟天狼星竟如跩哥·馬份和達力·德思禮般作出傲慢惡霸般的行為，他們迫害石內卜就如同後者兩人當初迫害自己般，自此其心中對父親完美的形象因此而破滅，他對於其父親的憧憬與維護開始產生了不同的觀感。截至最後一部小說中才透露，石內卜跟莉莉在該次對立之前一直是親密的好友。
在小說及電影快要結束時，該校政治任命的校長—桃樂絲·恩不里居抓住哈利並審問他有關鄧不利多的下落。她派人去找石內卜，要求他提供吐真劑（Veritaserum）以迫使哈利透露他可能隱藏的任何信息。石內卜聲稱在恩不里居之前試圖在哈利身上使用這種藥劑後，他的血清存量已耗盡了。後來發現，石內卜實際上在之前的嘗試中向恩不里居提供了假的吐真劑。石內卜後來帶著哈利的神秘警告傳達給其他鳳凰會成員，好讓他們能夠在神秘事務司之戰中進行救援。由於哈利相信石內卜的挑釁促使天狼星加入戰鬥，因此他仍然認為石內卜應該對天狼星的犧牲負上有部分責任。

### 混血王子的背叛
在小說的第二章裡，由於佛地魔把一項艱鉅的任務交給跩哥完成，因此跩哥的母親—水仙·馬份跟貝拉·雷斯壯一起拜訪了石內卜位於紡紗街的家。水仙要求石內卜立下不破誓，指他將保護跩哥並協助他完成佛地魔的任務，以及若跩哥失敗的時候由他代為任務。當貝拉對其忠誠度有疑問時，石內卜指自己從佛地魔捲土重來後便一直為其效力，並在之前的小說中解釋了他在那種情況下的行為。他指出自己獲得鄧不利多的信任和保護讓他遠離了阿茲卡班，並且可以自由代表佛地魔進行操作。
在霍格華茲的開學宴上，鄧不利多宣布石內卜為新任黑魔法防禦術教授，而一位曾在霍格華茲親自任教石內卜的前任教授—赫瑞司·史拉轟，他從退休後回來取代石內卜成為魔藥大師。由於石內卜一再任教魔藥學，哈利於是報讀了史拉轟的課堂，並從史拉轟那裡借得一本舊的魔藥學教科書，直至他獲得新的教科書。哈利發現於課本中的空白邊際地方找到了包括各種看似由不知名學生發明的毒咒和惡咒，並對教科書的標準藥水製作的說明進行了實質性改進，而那些文字被銘刻為「混血王子的財產」。透過該魔藥學課本，哈利得知該課本的物主（後來得知是石內卜）在發明魔咒和調製魔藥方面別具才華，遠比哈利、榮恩和妙麗他們所認為的聰明。這些筆記極大地提高了哈利於魔藥學中的表現，以致讓他給史拉轟教授留下了深刻的印象。石內卜對哈利成功新發現的魔藥抱著懷疑的態度，他堅持認為自己從來沒有能教導波特任何東西。
後來，哈利在跟跩哥的決鬥中施展了一個在課本上標註為「給敵人」的咒語，並且對它給跩哥的臉龐和胸膛所造成的毀滅性傷口而嚇壞了。得知哈利施展其咒語的石內卜趕到現場並治癒了跩哥，然後就咒語對哈利進行審問，他利用破心術從哈利的腦海中提取了哈利的知識來源（魔藥學課本）。當石內卜堅持要哈利給他看其課本時，哈利把榮恩·衛斯理的課本交給他，而把他的課本藏起來，作為對這次襲擊的懲罰，並且得知哈利在教科書上撒謊，石內卜於該年度的最後一場魁地奇比賽中把哈利扣留起來。
在離開霍格華茲陪同鄧不利多尋找其餘的分靈體—佛地魔的部分靈魂，哈利從西碧·崔老妮那裡發現，那是石內卜無意中在豬頭酒吧聽到了這個預言並把它告訴了佛地魔，導致佛地魔追捕哈利及其父母。儘管如此還有哈利憤怒的提問，鄧不利多還是堅稱對石內卜的信任。在取回佛地魔的分靈體後回到霍格華茲，哈利跟鄧不利多於學校的天文塔頂上降落。分靈體的保護魔藥嚴重削弱了鄧不利多的能力，鄧不利多告訴哈利指他必須去找石內卜。但就在哈利離開之際前，跩哥突然出現並打算執行佛地魔刺殺鄧不利多的命令，而石內卜和其他食死人（佛地魔的追隨者）也緊隨其後。石內卜打斷了計劃中的謀殺，並由他殺死了校長本人。在隱形斗篷下的哈利被鄧不利多因為保護他而施展了全身束縛咒，哈利目擊了這場殺戮，並於鄧不利多死後被釋放。憤怒的他追趕著正逃離霍格華茲城堡的石內卜、跩哥及其他食死人。石內卜輕易地就能擋住了哈利的咒語，並譏諷地指出哈利的錯誤，但從不反擊。在該對抗中，石內卜暴露自己就是「混血王子」，這是源於麻瓜父親的混血兒子與其純血母親的姓氏普林斯（Prince），也就是王子的意思。石內卜穿過了學校大門，在小說的結尾跟跩哥一同消影去了。
鄧不利多與石內卜之間的完整關係，以及石內卜行動的原因直至最後一輯小說仍然不詳。羅琳於一次採訪中提到在該系列的這一點上，哈利—石內卜的關係經已變得「私人的，甚至比哈利—佛地魔還要多」。
在第六輯小說中所描述到的正是石內卜告诉了佛地魔關於西碧·崔老妮作出的預言，但他只聽到內容的一半就被老闆阿波佛發現並給趕了出去。隨後由於石內卜急著回去跟佛地魔通風報信，而佛地魔認定該預言所指的人是哈利，最後決定在1981年10月31日晚上前往高錐客洞殺害哈利及其父母，但要就在殺死哈利時卻因為哈利母親的犧牲而施展了一種很古老的保護魔咒——愛——這導致索命咒反彈回施展的人身上。

### 死神的聖物
在最後一集裡，佛地魔與其食死人加強了對魔法世界的控制。石內卜被任命為霍格華茲校長，而食死人卡羅兄妹則被任命為霍格華茲的教職員。這部小說主要集中於哈利跟其朋友們身上，以及校外的事件；而石內卜於開章時作用有限。在小說的過程中，哈利跟他的朋友們發現有幾個學生試圖把葛萊芬多寶劍偷去，而石內卜隨後把它將其存放於古靈閣銀行，不過該把劍只是一個複製品。後來，哈利與榮恩由一個採取母鹿形式的護法帶領下找到真正的葛萊芬多寶劍。（在小說的結尾，哈利才得知那是石內卜的護法，跟哈利母親莉莉的護法有著相同的形狀，這是他對哈利母親終生摯愛的一個明顯的跡象，而鄧不利多曾要求石內卜確保哈利能夠獲得這把劍；小說中還揭示了石內卜暗中利用他作為校長的職位來保護學生，並遏制著卡羅兄妹。）
在該學年快要結束時，麥教授、孚立維教授和芽菜教授強迫石內卜逃離學校。佛地魔把將石內卜召喚到尖叫屋，由於佛地魔為得到接骨木魔杖使用權，他錯誤地認定石內卜就是接骨木魔杖的擁有者，只有石內卜死亡才能實現讓他成為接骨木魔杖的新任擁有人，於是驅使娜吉妮咬位他的脖子把石內卜殺害。垂死的石內卜抽出其一團記憶並希望看著哈利的眼睛，指他的眼睛跟其母親的十分相似，並告訴哈利指希望他把它們（其記憶）拿走，並從一個隱蔽的地方查看整個場景。
哈利從石內卜的記憶中看到了石內卜的童年，並了解到他真心與真正的忠誠。在這個視角中，哈利得知小時候的石內卜跟莉莉由於彼此住在附近，使二人成為了朋友。在入讀霍格華茲後，石內卜和莉莉分別被派往史萊哲林和葛萊分多學院。在接下來的幾年裡，他們一直都是朋友，直至二人因為石內卜對黑魔法的興趣而分道揚鑣；哈利曾在第五輯小說中短暫地看到，石內卜於當中稱莉莉為「麻種」的欺凌事件後，二人的友誼便結束了。儘管這種分離，以及石內卜對莉莉最終成為丈夫的詹姆·波特有著持久的敵意，石內卜在他的餘生中一直繼續愛著莉莉。
該段記憶還顯示，作為食死人的石內卜向佛地魔透露了西碧·崔老妮的一個預言，導致佛地魔試圖透過殺害哈利及他的父母以阻止該預言的發生。佛地魔把該預言解釋為所指的是莉莉與她的家人（它也可以指愛麗絲和法蘭克·隆巴頓與他們的兒子奈威·隆巴頓），可惜石內卜直到為時已晚才意識到此事，他請求佛地魔放過莉莉。仍然對她的性命感到恐懼的石內卜，他還接觸鄧不利多和承認自己的行為，並請求他保護波特一家。鄧不利多責備他只考慮到自己而不是莉莉的丈夫與孩子，但同意並確保他們被置於赤膽忠心咒（Fidelius Charm）之下受到保護。作為回報，石內卜秘密地跟鄧不利多和鳳凰會結盟，作為對抗佛地魔的雙重間諜，並利用其鎖心術的能力向佛地魔隱瞞其背叛。然而，石內卜要求鄧不利多保密他對莉莉的愛（他改變立場的原因），尤其是面對哈利，那種既痛恨又保護的心態是源於他對哈利的複雜而矛盾的情感（這讓他想起自己對莉莉的愛與她的死亡，以及對詹姆年輕時敵意的恨）。儘管質疑著石內卜「永遠不要透露最好的你」之要求，鄧不利多也同意並終生保守著這個秘密。即使努力的保護著她，石內卜仍對莉莉死於佛地魔之手負有責任。
石內卜的記憶隨後顯示，鄧不利多曾衝動地嘗試使用岡特的指環，該指環曾遭佛地魔施加強大的詛咒。石內卜對黑魔法的了解使他能夠減緩鄧不利多所中的詛咒於他身體上的擴散，然而無法阻止他於一年內死去。鄧不利多得知佛地魔下令跩哥·馬份殺害他，他為了拯救這個男孩的靈魂而要求石內卜殺了他，以此防止他自己緩慢而痛苦的死亡。儘管石內卜很不情願，甚至詢問這樣的行為對自己靈魂的影響，但鄧不利多暗示這種致命一擊不會像謀殺般傷害人類的靈魂。石內卜最終同意按照校長的要求進行。石內卜的記憶還以他跟鄧不利多的對話形式向哈利提供確保佛地魔最終失敗的所需信息，
羅琳在一次訪談中指出，由於石內卜在去世或正式退休前放棄了其職位，因此其肖像並沒有於其去世後立即出現於校長辦公室。然而她補充說，她希望哈利讓石內卜的真正忠誠和英雄主義在巫師世界裡廣為人知，並且他遊說校方以確保其肖像能懸掛於校長辦公室。在另一次訪談中，羅琳討論了石內卜的背景故事，指她從寫第一輯小說開始便計劃好了，由於整個系列都是圍繞著它來構建，因此她認為石內卜是第七輯小說中最重要的人物之一。

#### 後續
在《死神的聖物》的尾聲，哈利在知曉一切後便無法痛恨或厭惡這位教授，並在擊敗佛地魔19年之後，哈利以鄧不利多與石內卜的名字來為自己的幼子命名——阿不思·賽佛勒斯·波特，以紀念及表揚這兩位恩師。當阿不思即將入讀霍格華茲的第一年的時候，他擔心著自己會被分派到史萊哲林學院，哈利則告訴兒子指：「你的名字以霍格華茲的兩位前校長而命名，其中一位（石內卜）是來自史萊哲林學院，他可能是我所認識的最勇敢的人。」
在舞台劇《哈利波特：被詛咒的孩子》中，阿不思·賽佛勒斯·波特與天蠍·馬份（跩哥·馬份之子）在另一個被佛地魔統治而石內卜還活著的的世界中，石內卜因為天蠍說哈利以他的名字為兒子命名而深受感動，進而協助天蠍以時光器把世界回復原狀。

## 角色立场

### 保護哈利或他人記錄
- 第一集：在魁地奇比賽中奎若以雙眼凝視對哈利掃帚下咒，石內卜努力念解除咒語，且在第二場比賽擔任裁判，並數次阻撓心懷不軌的奎若。
- 第二集：在決鬥社上馬份用咒語變出毒蛇攻擊哈利，石內卜要出手幫助哈利，被試圖表現的洛哈阻止，但最後仍由他除掉毒蛇。
- 第三集：為路平教授調製縛狼汁。試圖逮捕當時被認為背叛哈利雙親的天狼星。而在電影中，路平變成狼人時，石內卜的第一反應是張開雙手把哈利、榮恩和妙麗保護在身後。
- 第四集：透過其手臂上變深的黑魔標記和卡卡夫確認了佛地魔變強的跡象，先後曾向鄧不利多和魔法部長夫子提出警告。提供吐真劑訊問小柯羅奇。沒有在佛地魔召集食死人的第一時間出席，之後冒著極大的風險重返佛地魔陣營進行臥底工作。
- 第五集：教導哈利鎖心術。給予恩不里居假的吐真劑，後於她再次索要時聲稱吐真劑用光了，並要求克拉鬆開對奈威束縛。後來試圖找尋進入禁忌森林的哈利等人，在推測他們可能前往神秘部門後及時通知鳳凰會前去援救。
- 第六集：在鄧不利多和凱蒂·貝爾被詛咒所傷時提供協助。依鄧不利多指示代替馬份執行刺殺鄧不利多的任務，並順勢以此與水仙立下不破誓以取得貝拉的信任。在混戰中阻止食死人殺害哈利。
- 第七集：在哈利離開德思禮家時的決戰中向企圖對路平發動攻擊的食死人下咒，但失去準頭誤擊喬治。擔任霍格華茲校長後，他繼續與鄧不利多的畫像討論對策、接收指示，並遵從其遺命盡力保護學生，把想偷葛來分多寶劍（複製品）的金妮、露娜和奈威改送到海格小屋勞動服務。透過非尼呀·耐吉的畫像得知哈利三人的所在地，將真正的葛來分多寶劍置入冰湖中，以母鹿狀的護法指引哈利找到。死前把自己的记忆交給哈利，轉達第七个魂器的真相。

### 阿不思·鄧不利多的看法
儘管他的行為往往與哈利對立，校長阿不思·鄧不利多一而再、再而三要求哈利甚至鳳凰會全體要絕對信任石內卜（由於當初石內卜要求，鄧不利多從未告訴別人他之所以會信任石內卜的原因）。直到第六集的前半部，身為鳳凰會成員的石內卜致力與佛地魔戰鬥。不過尾段中，石內卜卻使用不赦咒之一的索命咒杀害鄧不利多。此事也讓鳳凰會認定鄧不利多壓根老糊塗「看走眼」，認定石內卜通敵背棄鳳凰會，甚至錯誤地判定他当校長後肯定聯合食死人对學校高壓統治凌虐學生。最終经解密乃是鄧不利多的命令，为了让他取得佛地魔信任。鄧不利多讓大家信任石內卜，正是相信了“愛”的力量：石內卜對莉莉的愛，而愛是佛地魔最無法理解的東西，他没有朋友，殺死親人，只擁有畏懼鄧不利多、或跟佛地魔一样瘋狂的僕人支持是不足以抵擋「愛的力量」，佛地魔認為最忠心的僕人之一——石內卜，反而是一个間諜（臥底）。

## 迴響與評價
石內卜隱秘的態度與逐漸展現的性格廣受讚譽，英國有聲讀物的解說員史提芬·弗萊於2003年說：「大多數如石內卜這樣的角色都很難去愛，但是有一種模棱兩可的感覺—你無法完全決定—有些關於他的悲傷—孤獨，當你認為他將成為邪惡的人時，這很迷人...然後慢慢你就會明白他畢竟不是那麼壞。」執導該系列的最後四輯電影的大衛·葉斯也表達了他對這個角色的看法，他說：「像石內卜這樣的角色，在你不確定他是好人還是壞人的情況下，這會給你一種潛在的緊張感...我認為你可以對觀眾做的最酷的事情就是拒絕向他們提供一點信息。」儘管不那麼善良，但這個角色很快在粉絲圈內的人氣達到了讓羅琳本人感到驚訝的程度。祖絲·米爾曼（Joyce Millman）於《繪製哈利波特的世界地圖》一書中的文章《以愛致先生》裡指出，石內卜源自於拜倫式英雄的傳統，如《咆哮山莊》的希斯克利夫。《基督科學箴言報》的珍妮·索耶（Jenny Sawyer）評論了該系列中角色的發展，她稱石內卜是唯一主角真正可以作出選擇並努力做正確事情的人，因此他是唯一一個面臨「令人信服的內心危機」的人。她相信這個角色的受歡迎的原因是由於石內卜在該系列中所經歷的道德旅程和內心衝突，因為真正重要的是英雄的鬥爭和代價高昂的救贖：「（石內卜的）角色渴望得到解決。而正是這一點解決問題的需要—我們渴望了解真正的石內卜並了解他的選擇—這使他成為波特史詩中最引人注目的角色。」
石內卜的忠誠度於《死神的聖物》裡的最終揭示受到了一眾影迷和評論家的一致好評。在電影系列中扮演哈利·波特的丹尼爾·雷德克里夫表達了他的喜悅，他指自己很高興看到他關於石內卜最終會成為一種悲劇英雄的理論得以實現。《華盛頓郵報》的伊莉莎白·漢德寫道：「飽受詬病的孤獨者石內卜直至《死神的聖物》的後半部分才出現於舞台上，但當他這樣做時，這本小說就變成了屬於他的：石內卜的命運，比佛地魔的命運，甚至可能比哈利的命運還要多，這是羅琳所有成就中最令人心碎、最令人驚訝和最令人滿意的東西。」
《IGN》把石內卜列作他們的《哈利波特》角色的第四位，稱他「在《哈利波特》系列中產生了相當大的影響」，而《IGN》的喬·烏蒂奇（Joe Utichi）稱石內卜是他最喜歡的《哈利波特》角色，並讚賞其角色發展。在最後一輯電影上映後不久，《MTV》舉行了一場公眾投票，讓粉絲們投票選出該系列中的最佳角色，石內卜票選為第一位。大約在同一時間，《帝國雜誌》舉行了一次公眾投票，讓粉絲們投票選出該系列中最偉大的25個角色，石內卜再次位列第一。2011年5月，石內卜於布魯姆斯伯里出版社公司舉行的公眾投票中再次獲選為最受歡迎的《哈利波特》角色第一名。

## 流行文化
賽佛勒斯·石內卜的角色也有出現於各種哈利波特戲仿動畫中。
- 他是尼爾·西塞雷加（英语：Neil Cicierega）線上的《波特木偶夥伴（英语：Potter Puppet Pals）》的主角，並且有一個名為《打擾石內卜（Bothering Snape）》的中心情節。
- 影片《神秘的滴答聲（The Mysterious Ticking Noise）》中有著「石內卜，石內卜，賽佛勒斯·石內卜的合唱」，獲得了2007年度《YouTube》的「最佳喜劇獎」，該影片目前有超過1.7億的瀏覽量[85]。
- 石內卜還在《懶散的自由職業者（英语：Sluggy Freelance）》的網絡漫畫《托格·波特（Torg Potter）》中，托格在第一個戲仿中擊敗了石內卜金教授（Professor Snapekin）的陰謀以實現其終極實力[86]。
- 石內卜也曾在英國電視上被戲仿，《喜劇救濟》於2003年發布了一個名為《哈利波特與阿塞拜疆的秘密密室[87]》，當中石內卜一角由謝洛美·艾朗斯飾演[88][89]。
- 在2004年的《週六夜現場》的小品中，石內卜一角由威爾·福爾特飾演[90]。
- 石內卜出現於阿利斯泰爾·麥高恩（英语：Alistair McGowan）的節目《大印象（英语：The Big Impression）》中，當中在《路易斯·波特與哲學家的鬆餅[91]》的小品裡，其角色由阿利斯泰爾·麥高恩飾演[92][93]。
- 石內卜在喜劇小品《All That（英语：All That）》中的「哈利球膽（Harry Bladder）」的草圖裡出現，當中他的角色由謝洛美·羅利（英语：Jeremy Rowley）描繪，他的腿被嚴重擦傷，導致他不必要地變得刻薄；
- 許多小品描繪了其學生釀製做了一些傻事的魔藥藥水，比如擴大學生的臀部，給男性們大胸部，或者把人們換成胸罩。在澳洲電視連續劇《The Wedge（英语：The Wedge (Australian TV series)）》的喜劇小品《與...一起烹飪（Cooking With...）》中，由安東尼·埃亨（Anthony Ahern）扮演的石內卜，抓住了親熱中的哈利與妙麗[94]。
- 在星童製作（英语：StarKid Productions）的《非常波特的音樂劇（英语：A Very Potter Musical）》中，石內卜一角由演員祖·摩西（Joe Moses）飾演[95]。

## 外部連結
- 賽佛勒斯·石內卜- 哈利波特辭典 （页面存档备份，存于）（英文）
- 網際網路電影資料庫上賽佛勒斯·石內卜的資料（英文）

| 前任： 阿不思·鄧不利多 | 霍格華茲校長 1997年9月1日～1998年5月1日 | 继任： 麥米奈娃（正确时间线） 桃樂絲·恩不里居（被改写的时间线） |

| 前任： 赫瑞司·史拉轟 | 霍格華茲史萊哲林院長 ?～1997年6月 | 继任： 赫瑞司·史拉轟 |